# Marcel Barbot
Pour les articles homonymes, voir Marcel Barbeault et Barbot.
Marcel Barbot, né le 2 septembre 1907 à La Chapelle-Montlinard (Cher) et mort le 26 octobre 1998 à Louveciennes (Yvelines), est un homme politique français.

## Biographie
Issu d'une famille ouvrière, Marcel Barbot est, après son certificat d'études, apprenti charron, comme son père, avant de s'engager brièvement dans la Marine Nationale.
De retour à la vie civile en 1929, il est menuisier à Nevers, et s'engage au sein du parti communiste en 1933. Deux ans plus tard, il est secrétaire régional du PCF. En quatre ans, les effectifs communistes passent de moins de 500 membres dans le département à plus de 2000.
Candidat aux municipales à Nevers, il est élu conseiller municipal en 1935 sur la liste du socialiste Gaulier, qui est élu maire.
Candidat malheureux aux législatives de 1936, il devient l'année suivante maire adjoint de Nevers, à la suite d'un décès.
Mobilisé en 1939, il est révoqué en février 1940 du fait de son engagement communiste. Fait prisonnier en juin 1940, il est interné en Autriche, à Krems, et y reste jusqu'en janvier 1942, son étant de santé conduisant à son retour. Cette libération lui vaudra une certaine défiance de la part des résistants auprès desquels il tente rapidement de s'engager. Son inclusion dans  la résistance n'est effective qu'à la fin de l'année 1942, grâce à son frère, Raymond Barbot, capitaine des FTP qui sera exécuté en août 1944 par la Milice.
Il organise alors un groupe lié au Front national, et réalise plusieurs sabotages, et prend en octobre 1943 la direction des FTP de Bourgogne. Il finit la guerre avec le grade de commandant des FFI. Dans le même temps, il prend sa place dans l'appareil clandestin du PCF, ce qui le conduit à réorganiser le parti en Bretagne.
De retour dans la Nièvre, il est élu maire de Nevers en 1945, et le reste jusqu'en 1947. Il continue ensuite de siéger au conseil municipal, jusqu'en 1965, tout en reprenant une activité professionnelle, comme menuisier.
Très populaire dans sa ville, il est plusieurs fois candidat aux législatives dans la Nièvre, pour le PCF : deuxième en 1945, il n'est pas élu, pas plus qu'en novembre 1946 (troisième de liste). Choisi comme tête de liste communiste aux législatives de 1956, il arrive en tête et  est élu député.
A l'assemblée nationale, il intervient essentiellement sur les questions agricoles et sociales.
N'étant pas réélu en 1958, il prend certaines distances avec le parti, du fait de relations difficiles avec les militants locaux.

## Détail des fonctions et des mandats
Mandat parlementaire
- 2 janvier 1956 - 8 décembre 1958 : Député de la Nièvre